# Rannaküla (Saaremaa)
Koordinaten: 58° 16′ N, 22° 49′ O

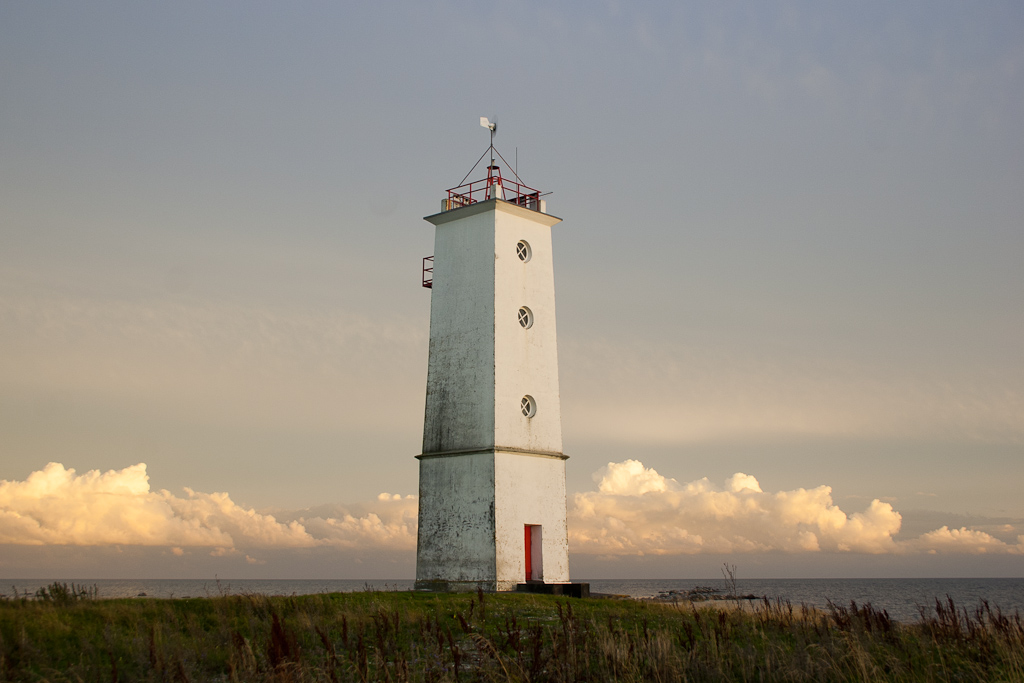
Leuchtturm Sääretüki

Rannaküla ist ein Dorf (estnisch küla) auf der größten estnischen Insel Saaremaa. Es gehört zur Landgemeinde Saaremaa (bis 2017: Landgemeinde Pihtla) im Kreis Saare. Rannaküla ist nicht zu verwechseln mit Kirderanna, Laevaranna und Vaigu-Rannaküla, die ebenfalls auf der Insel Saaremaa liegen und bis 2017 Rannaküla hießen.
Das Dorf hat fünf Einwohner (Stand 31. Dezember 2011). Es liegt auf einer Landzunge an der Ostküste der Bucht Sutu (Sutu laht).

## Leuchtturm
Südlich des Dorfes ragt die Landzunge Sääretükk in die Ostsee hinein. Der rechteckige, weiße Leuchtturm wurde 1954 errichtet. Er ist fünfzehn Meter hoch.